# E-flux
e-flux es una plataforma internacional, híbrida y multifascética que combina funciones de publicación, archivo, proyectos de arte, actividades curatoriales y un servicio de correo electrónico.  Fundada en 1998, e-flux comparte noticias de arte, eventos, exposiciones, nuevos números de revistas y libros de arte, así como proyectos artísticos internacionales que son relevantes en el ámbito del arte contemporáneo, la cultura y la teoría del arte actual. A través de sus diferentes plataformas, como la revista e-flux o la compilación e-flux Index, facilita el diálogo sobre las problemáticas culturales, políticas y sociales que afectan al arte contemporáneo a nivel mundial.

## Historia
En noviembre de 1998, los curadores Regine Basha y Christoph Gerozissis, junto con el artista Anton Vidokle, organizaron la exposición colectiva "La mejor sorpresa no es sorpresa" en el Holiday Inn de Chinatown, Manhattan. Basha, Gerozissis y Vidokle utilizaron por primera vez el correo electrónico como una nueva tecnología de comunicación para difundir el comunicado de prensa de su exposición, la cual duró 12 horas nocturnas. La exposición presentó obras de Tomoko Takahashi, Michel Auder y Carsten Nicolai. El comunicado de prensa, enviado por correo electrónico, atrajo a cientos de invitados a la muestra. Al ver el potencial del correo electrónico como herramienta para la difusión de información entre las comunidades artísticas, Vidokle decide fundar la plataforma e-flux un mes después. 
Entre 1998 y 2003 el número de lectores de e-flux aumentó a más de 20,000 artistas, curadores y críticos de arte internacionales. A partir de esto, e-flux se estableció formalmente en un apartamento de una sola habitación en el número 344A de Greenwich Street, en Nueva York. Ahí e-flux organizó varios eventos y exposiciones experimentales como Infra-Slim . En 2003, la artista Julieta Aranda comenzó a colaborar con Vidokle en e-flux.
En 2008, e-flux se trasladó a una tienda en el número 41 de la calle Essex, Nueva York, donde también organizaron eventos como las Conversaciones de Nueva York . En 2008, Brian Kuan Wood se unió a Aranda y Vidokle como editor de la revista e-flux.
En 2011, e-flux trasladó sus actividades al 311 East Broadway, en el Lower East Side de Nueva York. Además de las actividades diarias de e-flux y la revista e-flux, el local ofrecía un programa de exposiciones y programación cultural anual, accesible al público de forma gratuita.
Desde diciembre de 2021, e-flux opera desde un espacio en Classon Avenue 172, Brooklyn . En ese espacio opera La sala de proyecciones de e-flux donde se muestran filmes y videos experimentales de artistas y cineastas internacionales.
e-flux es una de las plataformas de comunicación más importates en el circuito del arte contemporáneo actual, con más de 60,000 suscriptores alrededor del mundo registrados en 2025. Su sitio web obtiene más de 600,000 visitas al mes. 